# USS Brooklyn (ACR-3)

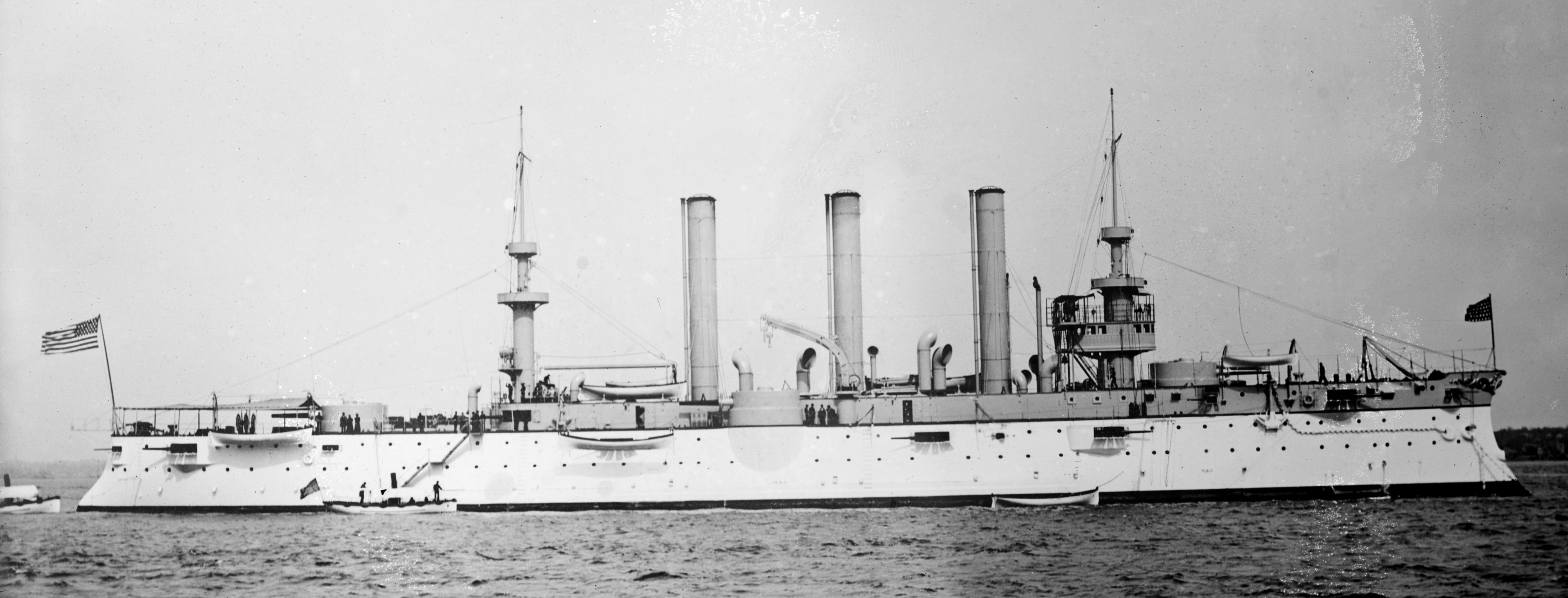
USS „Brooklyn”

USS Brooklyn (ACR-3, CA-3) – amerykański krążownik pancerny z końca XIX wieku, jedyny okręt swojego typu. Wodowany w 1895 roku, pozostawał w służbie od 1896 do 1921 roku. Drugi okręt Marynarki USA (US Navy) o tej nazwie.
Służył bojowo podczas wojny amerykańsko-hiszpańskiej, biorąc udział w bitwie pod Santiago de Cuba, a następnie służył podczas I wojny światowej. 

## Budowa
Budowę drugiego amerykańskiego krążownika pancernego, a trzeciego okrętu klasyfikowanego w ten sposób, autoryzowano ustawą Kongresu 19 lipca 1892 roku. Przy jego konstrukcji wykorzystano doświadczenia z budowy i prób krążownika USS „New York” (ACR-2). Miał on stanowić ulepszony okręt, o wyporności zwiększonej o 1000 ton i ze wzmocnionym uzbrojeniem, lecz w praktyce stanowił nowy projekt, zachowujący podobny schemat opancerzenia, chociaż nieco cieńszego. Przede wszystkim w konstrukcji kadłuba zastosowano w odróżnieniu od poprzednika silne pochylenie dośrodkowe burt, nietypowe dla amerykańskiej praktyki. Podwyższono też burty w części dziobowej dla polepszenia dzielności morskiej. Uzbrojenie wzmocniono z sześciu do ośmiu dział kalibru 203 mm w czterech wieżach, ustawiając wieże na planie rombu. Wizualnym wyróżnikiem nowego okrętu stały się trzy cieńsze i wyższe kominy, dla lepszego ciągu.
Budowę zlecono prywatnej stoczni William Cramp and Sons w Filadelfii, która wcześniej zbudowała też „New York”. Stępkę pod budowę położono 2 sierpnia 1893 roku, zwodowany został 2 października 1895 roku. Wszedł do służby 1 grudnia 1896 roku z oznaczeniem ACR-3 (Armored Cruiser no. 3). Koszt budowy wynosił 3 450 420,29 dolarów bez uzbrojenia i opancerzenia, a ogółem około 4 milionów dolarów (ok. 790 tysięcy funtów). Pozostał jedynym okrętem swojego typu.

## Opis
USS „Brooklyn” konstrukcyjnie przedstawiał etap pośredni między krążownikami pancernopokładowymi a krążownikami pancernymi, gdyż jego głównym elementem ochrony biernej był wewnętrzny pokład pancerny grubości do 152 mm, a burtowy pas pancerny był cienki (76 mm) i wąski i chronił jedynie część mechanizmów napędowych. Okręt wyróżniał się wysoką, trzykominową sylwetką oraz silnym pochyleniem burt nad wodą w kierunku środka kadłuba, z wystającymi podstawami bocznych wież. Dziobnica nad wodą miała ostry, łukowy kształt, taranowy w dolnej części, a wysunięty do przodu w górnej.
Długość między pionami wynosiła 122,07 m (400′6″), szerokość 19,7 m, a średnie zanurzenie 7,5 m.

### Uzbrojenie
Główną artylerię stanowiło osiem dział kalibru 203 mm Mk IV o nominalnej długości lufy L/35 (35 kalibrów), a faktycznej L/36,9 (7493 mm). Strzelały one pociskami o masie 113,4 kg. Szybkostrzelność wynosiła strzał na minutę, a po zastosowaniu prochu bezdymnego strzał na 40 sekund. „Brooklyn” miał działa o numerach od 53 do 60. Montowane były w wieżach Mk VIII, które umożliwiały kąt podniesienia lufy do 13°, natomiast przy kącie podniesienia 15° donośność tego działa wynosiła 9,6 km.
Uzbrojenie główne było rozmieszczone w wieżach dwudziałowych, na planie rombu (po jednej na dziobie i rufie w osi podłużnej i po jednej na śródokręciu na każdej z burt), salwę burtową stanowiło 6 dział. Dwie z czterech wież – dziobowa i prawoburtowa były od początku eksperymentalnie obracane elektrycznie, zamiast maszynami parowymi, co okazało się udanym rozwiązaniem. Po 4 działa 127 mm na burtę były rozmieszczone w kazamatach poniżej pokładu głównego na całej długości okrętu, pozostałe 2 w kazamatach nad pokładem głównym, pod podniesionym pokładem dziobowym.
Artylerię średnią również wzmocniono w stosunku do „New York” i stanowiło ją 12 dział kalibru 127 mm L/40 w kazamatach burtowych. Strzelały one pociskami o masie 22,7 kg. Uzupełniało je 12 dział 6-funtowych (57 mm) i cztery 1-funtowe (37 mm). Okręt ponadto miał pięć nadwodnych wyrzutni torped zwiększonego kalibru 457 mm (18 cali).

### Opancerzenie

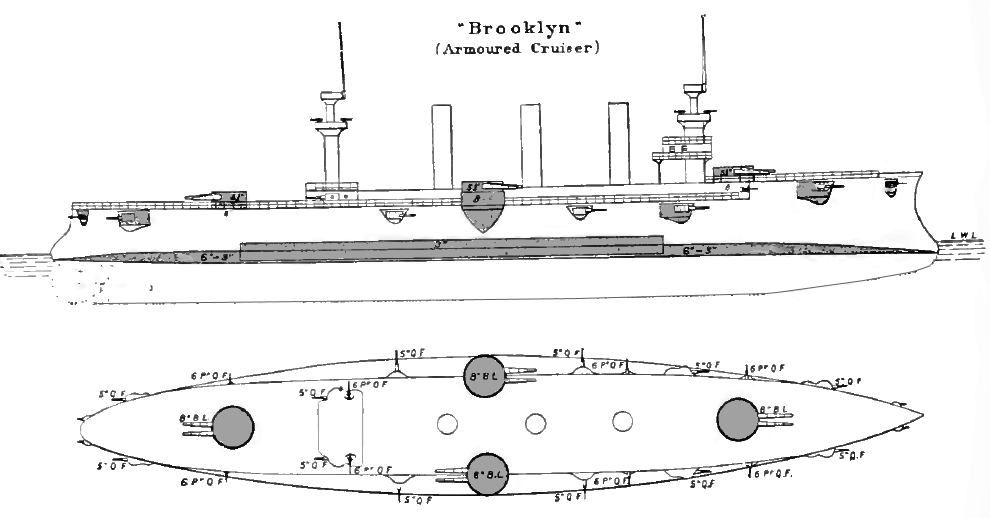
Schemat opancerzenia i rozmieszczenia uzbrojenia

Schemat opancerzenia był taki sam, jak w „New York”, lecz było ono nieco cieńsze. Opancerzenie burt było mało rozległe – stanowił je wąski pas na linii wodnej, chroniący jedynie pomieszczenia kotłowni i maszynowni, na długości 57 m. Pas burtowy ze stali grubości 76 mm miał wysokość 2,51 m, z czego 1,4 m znajdowało się pod linią wodną.
Ochronę wnętrza kadłuba zapewniał  pokład pancerny o grubości 76 mm w płaskiej części i 152 mm na bocznych skosach. W skrajnych częściach kadłuba grubość płaskiej części spadała do 63 mm. Pokład znajdował się faktycznie na wysokości linii wodnej, a skosy dochodziły do burt na ok. 1,7 m pod nią. Ochronę burt w razie przebicia wzmacniał pas koferdamów. Biorąc pod uwagę zwiększoną powierzchnię burt, w istocie nie były one chronione nad linią wodną przed pociskami wybuchowymi, podobnie jak w krążownikach pancernopokładowych. 
Artylerię główną kalibru 203 mm chroniły barbety o grubości zmniejszonej do 203 mm oraz przykrywające je wieże grubości 140 mm. Szyby dla dostarczania amunicji głównego kalibru miały również grubość ścian pomniejszoną do 76 mm. Kazamaty dział kalibru 127 mm miały takie samo opancerzenie grubości 102 mm. Pancerz wzmocniony do 216 mm miała natomiast wieża dowodzenia.

### Napęd
Okręt napędzały cztery pionowe trzycylindrowe maszyny parowe potrójnego rozprężania, napędzające dwa wały śrub – po dwie maszyny były osadzone na tym samym wale, przy czym przednie mogły być odłączone. Wszystkie maszyny umieszczono w osobnych przedziałach wodoszczelnych. Średnice cylindrów wynosiły: 81 cm, 119 cm i 183 cm, a skok tłoka 107 cm. Parę wytwarzało siedem cylindrycznych kotłów o średnicy 495 cm, w tym pięć dwustronnych i dwa jednostronne. Kotły jednostronne miały po cztery paleniska typu Foxa, a dwustronne po osiem. Łączna powierzchnia rusztów wynosiła 94,4 m², a powierzchnia ogrzewalna 3105,9 m². Kotły rozmieszczono w trzech kotłowniach, każda z indywidualnym kominem (umieszczone były parami wzdłużnie, opalane od przodu i tyłu kotłowni, przy czym w jednej kotłowni był kocioł dwustronny i dwa jednostronne). Kotłownie były wyposażone w dmuchawy dla ciągu wymuszonego.
Podczas prób osiągnięto moc indykowaną 18 248 hp i średnią prędkość maksymalną 21,91 węzła, przy wyporności 8150 t. Na samych dwóch maszynach okręt mógł płynąć z prędkością 17 węzłów. Zasięg wynosił 6088 mil morskich przy prędkości 10 węzłów i 1758 Mm przy pełnej prędkości.

## Służba
Pierwszym dowódcą był komandor (Captain) F. A. Cook. Pierwszym zadaniem „Brooklyn” był kurtuazyjny rejs do Wielkiej Brytanii z amerykańską delegacją na jubileusz królowej Wiktorii. Brał tam udział 26 czerwca 1897 roku w rewii morskiej na redzie Spithead. Po powrocie, okręt operował na atlantyckim wybrzeżu Stanów Zjednoczonych. W związku ze zbliżającą się wojną z Hiszpanią i wysłaniem na wody amerykańskie hiszpańskiej eskadry krążowników Cervery, „Brooklyn” wszedł w skład Lotnej Eskadry (ang. Flying Squadron), stając się 28 marca 1898 okrętem flagowym jej dowódcy komodora Schleya, jako jeden z najszybszych okrętów amerykańskich.
Po wybuchu wojny amerykańsko-hiszpańskiej, Lotna Eskadra od 29 maja 1898 blokowała hiszpańską eskadrę w porcie Santiago de Cuba. „Brooklyn” odegrał kluczową rolę w
bitwie pod Santiago de Cuba 3 lipca 1898, podczas próby przedarcia się okrętów hiszpańskich, biorąc udział zwłaszcza w zniszczeniu krążownika pancernego „Vizcaya”, a później w pościgu za krążownikiem „Cristóbal Colón”, który pościg doprowadził do jego zniszczenia. Sam „Brooklyn” był trafiony ok. 20 razy, tracąc tylko 1 członka załogi zabitego i 1 rannego.
Podczas kolejnych lat USS „Brooklyn” początkowo służył na wodach amerykańskich, po czym 16 grudnia 1899 przybył, płynąc drogą przez Kanał Sueski, do Manilii na Filipinach, stając się tam okrętem flagowym Eskadry Azjatyckiej (Asiatic Squadron). W okresie 8 lipca – 11 października wchodził w skład sił interweniujących w Chinach podczas powstania bokserów. Okręt wchodził w skład Eskadry Azjatyckiej do 1 marca 1902, po czym pożeglował z powrotem do USA, przybywając 1 maja do Nowego Jorku. 7 czerwca 1905 wyruszył jako okręt flagowy kontradmirała C. D. Sigsbee w rejs do Cherbourga we Francji, skąd sprowadzono do USA na jego pokładzie szczątki Johna Paula Jonesa.
Od 16 maja 1906 z krótkimi przerwami „Brooklyn” pozostawał w rezerwie, a
23 czerwca 1908 został wycofany ze służby, po czym 2 marca 1914 został z powrotem wciągnięty na listę floty i przydzielony do Atlantyckiej Floty Rezerwowej. Do pełnej służby został przywrócony 9 maja 1915, służąc w „patrolach neutralności” wokół Bostonu. W listopadzie okręt został skierowany ponownie na wody azjatyckie, jako amerykański okręt flagowy na tamtym obszarze. Pełnił m.in. misje militarne i dyplomatyczne w Rosji, Chinach i Japonii. Po zakończeniu I wojny światowej, we wrześniu 1919 został okrętem flagowym 1 Dywizjonu Floty Pacyfiku, a od stycznia 1920 do 15 stycznia 1921 był okrętem flagowym Dowódcy Dywizjonów Niszczycieli (Commander, Destroyer Squadrons) we Flocie Pacyfiku . W tym okresie, po wprowadzeniu nowych oznaczeń kodowych okrętów przez US Navy, otrzymał oznaczenie CA-3. 9 marca 1921 okręt został wycofany ze służby i 20 grudnia 1921 sprzedany na złom.

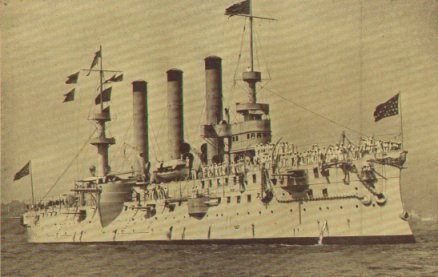
USS „Brooklyn”

## Dane techniczne
- siłownia:
  - 4 pionowe maszyny parowe potrójnego rozprężania, 7 cylindrycznych kotłów parowych, moc: 16 000 KM, 2 śruby
- zapas paliwa: 900 t, maksymalnie 1753 t węgla[3] (inne dane: 1980 lub 1449 t)

Uzbrojenie:
- 8 dział kalibru 203 mm, długość lufy L/35 kalibrów (w 2 wieżach dwudziałowych na dziobie i rufie i po 1 wieży na każdej z burt – 4×II)
- 12 dział kalibru 127 mm Mark 2, długość lufy L/40 (w kazamatach) (później 8)
- 12 dział 57 mm (6-funtowych) (później zdjęte)
- 4 działa 37 mm (1-funtowe)
- 2 działa przeciwlotnicze kalibru 76 mm (po modernizacji)
- 5 stałych wyrzutni torpedowych kalibru 450 mm (zdjęte po 1908)

Opancerzenie (stal Harveya):
- burtowy pas pancerny na linii wodnej na śródokręciu: 76 mm
- pokład pancerny (wewnętrzny): 152 mm (na skosach na śródokręciu) – 76 mm (poziomy) – 60 mm (dziób i rufa)
- wieże artylerii głównej: 140 mm
- barbety artylerii głównej: 203 – 102 mm
- kazamaty artylerii średniej – 102 mm[3]
- wieża dowodzenia(inne języki) – 216 mm[3]